# Bacillus atticus
Bacillus atticus – gatunek straszyka z rodziny Bacillidae i podrodziny Bacillinae. Występuje w środkowej i wschodniej części basenu Morza Śródziemnego. Żeruje głównie na pistacji kleistej.

## Taksonomia
Gatunek ten został opisany naukowo w 1882 roku przez Carla Brunnera von Wattenwyla. Wyróżnia się w jego obrębie 4 podgatunki:
- Bacillus atticus atticus Brunner von Wattenwyl, 1882
  - synonimy: B. a. caprai Nascetti et Bullini, 1982, B. a. muelleri Bullini, 1982
- Bacillus atticus baccettii Nascetti et Bullini, 1983
- Bacillus atticus carius Mantovani et Scali, 1985
  - synonim: B. rhodius Mantovani et Scali, 1985
- Bacillus atticus cyprius Uvarov, 1936 – opisany jako odrębny gatunek (B. cyprius)[2]

## Opis
Samice osiągają od 71 do 95 mm (zwykle od 75 do 87 mm) długości ciała, zaś jedyny znany samiec miał 63,7 mm długości ciała. Pokrój ciała samicy jest stosunkowo tęgi jak na patyczaka. W ubarwieniu zwykle dominują odcienie brązu, od rudobrązowego po ciemnobrązowy, ale zdarzają się też osobniki z dominacją barwy szarej lub zielonej. U samca na śródpleczu i zapleczu widnieją szerokie brązowoszare pasy. Głowa jest gładka, dłuższa niż szeroka, o jednolicie brązowych oczach, u samicy czasem z czarnymi przepaskami wokół oczu. Czułki u samicy są krótkie, zbudowane z 20–25 członów, zaś u samca relatywnie dłuższe i smuklejsze, zbudowane z 22–23 członów, długości około 14 mm. Oskórek śródtułowia i zatułowia, a niekiedy także przedplecza jest w różnym stopniu granulowany. Golenie odnóży środkowej i tylnej pary mają mniej lub bardziej wgłębione pólka wierzchołkowe (łac. areae apicale) o trójkątnym kształcie. Płytka subgenitalna samicy jest ścięta i prawie osiąga koniec dziewiątego segmentu odwłoka. U samca płytka sugenitalna jest kopulasto wysklepiona, zwężona, nieco wcięta na tylnej krawędzi i sięga trochę za połączenie dziewiątego i dziesiątego sternitu odwłoka. Przysadki odwłokowe obu płci są krótkie, zwarte i zaokrąglone na końcach. Vomer samca jest błoniasty, zwarty, położony pododbytowo, u nasady szeroki, a na szczycie spiczasty, długości 1,3 mm.

## Rozród i rozwój

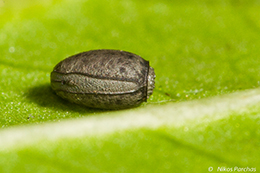
Jajo

B. atticus jest gatunkiem obligatoryjnie partenogenetycznym. Jedyny okaz samca znaleziono w latach 80. XX wieku na Sardynii i przypuszczalnie powstał w wyniku spontanicznego błędu w chromosomie X, podobnie jak to ma miejsce u partenogenetycznych samców B. rossius. Wiadomo też, że około miliona lat temu samce występowały na Sycylii. Wówczas samiec B. atticus zapłodnił partenogenetyczne jajo hybrydy B. whitei (B. rossius × grandii), doprowadzając do powstania partenogenetycznie rozmnażającej się trihybrydy: B. lynceorum (B. rossius × grandii × atticus). Współcześnie również dochodzi u tego gatunku do hybrydyzacji. U samic B. atticus zaplemnionych przez samce B. rossius lub B. grandii z niewielkiego odsetka jaj mogą się wykluć diploidalne lub triploidalne hybrydy.
Osobniki dorosłe aktywne są nocą. Samice produkują w ciągu życia kilkaset jaj, które upuszczają na ziemię lub rozrzucają na niewielką odległość. Jaja są szeroko owalne, ciemnobrązowe do czarnych, z rzeźbą w postaci kilku żeberek (łac. cristae). Ich przeciętne wymiary wynoszą 2,6 mm długości, 1,5 mm szerokości i 1,8 mm wysokości. Wieczko mają płaskie, zaopatrzone w wyraźnie wyniesiony pierścień. Seria nieregularnych, zbieżnych ku środkowi żeberek tworzy w pseudocapitulum różną liczbę komór. Długa, prawie eliptycznego kształtu płytka mikropylowa zakrywa niemal całą grzbietową powierzchnię jaja. Klucie następuje po kilku miesiącach. Świeżo wyklute larwy (nimfy) są zielone, ale w następnych stadiach zyskują zdolność dostosowywania barwy do otoczenia. Ich rozwój trwa 2–3 miesiące. Owady dorosłe dożywają 3–6 miesięcy.

## Ekologia i występowanie
Główną rośliną pokarmową tego owada jest pistacja kleista. W Izraelu odnotowano również jego żerowanie na krwiściągu ciernistym i roślina ta była z powodzeniem podawana w hodowli. W hodowlach owad ten obok dwóch wymienionych gatunków przyjmuje także szakłaka Rhamnus alaternus, w tym jego odmiany uprawne. W literaturze jednokrotnie wzmiankowano jako jego rośliny pokarmowe czystek i sosnę, jednak przynajmniej druga z nich jest wysoce wątpliwa.
Patyczak ten jest stosunkowo szeroko rozprzestrzeniony w środkowej i wschodniej części basenu Morza Śródziemnego. Występuje na Sardynii, Sycylii, w kontynentalnych Włoszech, Chorwacji, Grecji włącznie z Kretą, Rodos i Samos, w południowo-zachodniej części Turcji, na Cyprze, w Izraelu i Libii.